# باري راندال
باري راندال هو لاعب كرة القدم الكندية كندي، ولد في 25 مارس 1943 في لندن في كندا.